# Бухари, Насухи
Насухи Салим аль-Бухари (араб. نصوحي سليم البخاري‎; 1881, Дамаск, Османская империя — 1 июля 1961, Дамаск, Сирия) — сирийский военный и государственный деятель, занимал должности и.о. президента и премьер-министра Сирии, в разное время возглавлял ряд министерств.

## Биография

### Личная жизнь
Родился и вырос в Дамаске, в семье политических активистов. Его отец – Салим аль-Бухари – был религиозным лидером, вёл антиправительственную деятельность, и был арестован в 1915 году. Брат Насухи Джалял был национальным активистом, и был казнён османскими властями в 1916 году.
Учился в Военной академии в Константинополе, затем служил в османской армии, занимал ряд служебных постов в Мекке и Медине. Во время Первой мировой войны он воевал на русском фронте, был пленён, депортирован в Сибирь. Ему удалось бежать, через Маньчжурию, Китай и Японию пробравшись в США, а оттуда – в Константинополь. Затем он снова попал на русский фронт и затем в Палестине где командовал дивизией до окончания войны.

### Политическая деятельность
После поражения Порты стал союзником короля Фейсала, который на короткое время стал правителем Сирии. Сначала он служил в армейских подразделениях в Алеппо, затем руководил Бюро военных консультаций, а в январе 1920 года был назначен военным атташе в Египте. Именно во время его пребывания в Каире французские войска заняли Дамаск и был провозглашён режим французского мандата.
Затем занимал ряд постов в сирийских правительствах — пост министра военных дел в правительстве Хакки Азема (декабрь 1920 — июнь 1922), министра сельского хозяйства в правительстве Ахмада Нами (1926—1928), премьер-министра во время президентства Хашима Аль-Атаси (1939), министра образования и министра обороны в правительстве Саадаллаха аль-Джабири при президенте Шукри Аль-Куатли (август 1943 — ноябрь 1944). Во время пребывания на посту премьер-министра страны одним из основных направлений его деятельности были предварительные переговоры с французской стороной по ратификации последней договора о независимости Сирии от 1936 года. Он отверг требования Франции (в частности, предоставлении Франции части военной инфраструктуры), и, не будучи способным вывести переговоры из тупика, подал в отставку. С 7 по 9 июля 1939 года был исполняющим обязанности президента Сирии.
В 1945—1946 годах вёл активную деятельность по созданию сирийской армии и настаивал на введении всеобщего воинского призыва, однако предлагавшиеся им меры были крайне непопулярны и ослабили его политические позиции.
В конце жизни отошёл от политики. Скончался 1 июля 1961 года.